# Raj Khosla
Raj Khosla (né le 31 mai 1925 et mort le 9 juin 1991) est un réalisateur indien, qui a réalisé des films des années 1950 aux années 1980 et qui a fait partie de l'équipe Guru Dutt.
Il suit une formation de chanteur classique, mais l'acteur Dev Anand l'engage comme assistant pour le réalisateur Guru Dutt.
Son film le plus célèbre est C.I.D. sorti en 1956, avec l'acteur Johnny Walker. 
Il reçoit le prix du meilleur film aux Filmfare Awards 1979 pour son film Main Tulsi Tere Aangan Ki (en).
L'acteur Sunny Deol a aussi tourné dans un de ses films.

## Filmographie partielle
- 1955 : Milap
- 1956 : C.I.D. (en)
- 1979 : Main Tulsi Tere Aangan Ki (en)
- 1984 : Sunny